# Internationale Friedensfahrt 1974
Die 27. Internationale Friedensfahrt war ein Radrennen, das vom 8. bis 22. Mai 1974 ausgetragen wurde.
Die 27. Auflage dieses Radrennens bestand aus 14 Einzeletappen und führte auf einer Gesamtlänge von 1806 km von Warschau über Ost-Berlin nach Prag. Mannschaftssieger war Polen. Der beste Bergfahrer war Nikolai Gorelow aus der Sowjetunion.

## Memorabilia

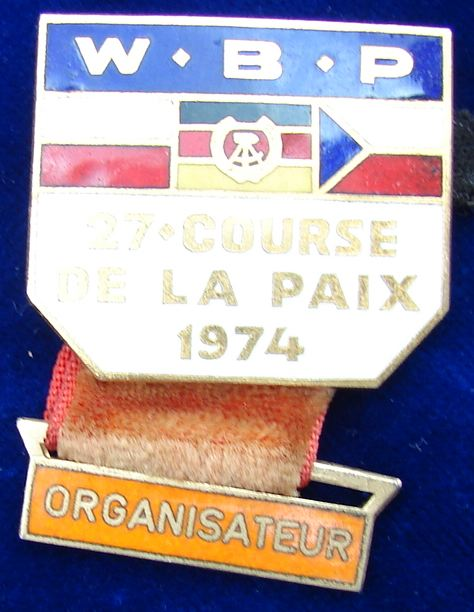
Organisator Emaille-Abzeichen W·B·P (Warschau Berlin Prag) "27 · COURSE DE LA PAIX 1974"

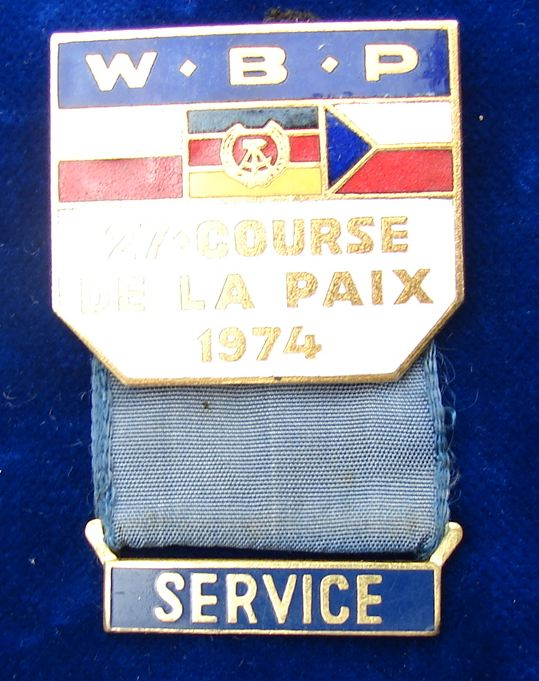
Service Emaille-Abzeichen W·B·P (Warschau Berlin Prag) "27 · COURSE DE LA PAIX 1974"

## Teams und Fahrer
| 1 – Jan Brzeźny 2 – Józef Kaczmarek 3 – Janusz Kowalski 4 – Bernard Kręczyński 5 – Tadeusz Mytnik 6 – Stanisław Szozda |

| 07 – Phil Griffith 08 – Jack Kershaw 09 – Phil Corley 10 – Richard Gregson 11 – Harry Vilkaitis 12 – Bill Nickson |

| 13 – Alain de Saever 14 – Victor de Valckener 15 – Frankie Franssens 16 – Marcel van der Slagmolen 17 – Eddy van Hoof 18 – Josef van Nijlen |

| 19 – Antonín Bartoníček 20 – Svatopluk Henke 21 – Miloš Hrazdíra 22 – Rudolf Labus 23 – Vlastimil Moravec 24 – Petr Matoušek |

| 25 – Georgi Iwanow 26 – Iwan Popow 27 – Martin Martinow 28 – Iwan Wassiliew 29 – Stojan Bobekow 30 – Dimitar Trajkow |

| 31 – Waleri Lichatschow 32 – Nikolai Gorelow 33 – Juri Michailow 34 – Iwan Skossyrew 35 – Aavo Pikkuus 36 – Anatoli Tschusow |

| 37 – Attila Nagy 38 – Jozsef Fülop 39 – István Szlipcsevics 40 – István Krasznavölgyi 41 – István Hirth 42 – Jozsef Szeke |

| 43 – Herbert Spindler 44 – Leo Karner 45 – Waller Rieder 46 – Gerhard Schönbacher 47 – Siegfried Seitinger 48 – Hans Summer |

| 49 – Flemming Wewer 50 – Kjell Rodian 51 – Peter Damgaard 52 – Ole Borregard 53 – Per Rydicher 54 – Mogens Wandborg |

| 55 – Karl-Dietrich Diers 56 – Dieter Gonschorek 57 – Hans-Joachim Hartnick 58 – Wolfram Kühn 59 – Michael Milde 60 – Michael Schiffner |

| 61 – Edoardo Tosetto 62 – Andrea Checchi 63 – Fiorenzo Ballardin 64 – Claudio Guarnieri 65 – Piero Falorni 66 – Massimo Tremolada |

| 67 – Teodor Vasile 68 – Nicolae Gavrila 69 – Nicolae David 70 – Vasile Selejan 71 – Nicolae Andronache 72 – Ion Cernea |

| 73 – Janes Sakotnik 74 – Eugen Pleško 75 – Milivoi Pocrnja 76 – Slobodan Arsowski 77 – Milenko Janjic 78 – Slavko Zager |

| 79 – Roberto Menéndez 80 – Alfredo Santana 81 – Pedro Rodríguez 82 – Aldo Arencibia 83 – Carlos Cardet 84 – José Prieto |

| 85 – Claude Behue 86 – Éric Lalouette 87 – Jacques Marquette 88 – Rachel Dard 89 – Thierry Grandsir 90 – Jecky Helion |

| 91 – Anton Gevers 92 – Cor Hoogedoorn 93 – Frits Schür 94 – Theo Smit 95 – Wil van Helvoirt 0 |

| 097 – Harry Hannus 098 – Mauno Uusivirta 100 – Jaakko Uusimäki 101 – Timo Jurvelin 102 – Bo-Göran Wiik 0 |

| 109 – Burckhard Bremer 110 – Jürgen Kraft 111 – Rudolf Michalsky 112 – Algis Oleknavicius 113 – Mario Sobottka 114 – Peter Weibel |

## Details
| Ergebnis | Ergebnis         | Ergebnis      | Ergebnis         | Ergebnis |
| -------- | ---------------- | ------------- | ---------------- | -------- |
| Erster   | Stanisław Szozda | ø 42,9 km/std | Polen            |          |
| Zweiter  | Nikolai Gorelow  |               | Sowjetunion      |          |
| Dritter  | Miloš Hrazdíra   |               | Tschechoslowakei |          |

| Etappe     | Start – Ziel                      | Etappensieger                  | Etappen- länge | Fahrzeit |
| ---------- | --------------------------------- | ------------------------------ | -------------- | -------- |
| 01. Etappe | Jablonna (Warschau) – Nowy Dwór   | Tadeusz Mytnik Polen           | 020 km         | 2:29:08  |
| 02. Etappe | Płońsk – Toruń                    | Antonín Bartoníček Tschechos.  | 152 km         | 3:32:06  |
| 03. Etappe | Toruń – Poznań                    | Hans-Joachim Hartnick DDR      | 150 km         | 3:06:34  |
| 04. Etappe | Poznań – Zielona Góra             | Waleri Lichatschow Sowjetunion | 126 km         | 2:37:26  |
| 05. Etappe | Międzyrzecz – Gorzów Wielkopolski | Dieter Gonschorek DDR          | 048 km         | 1:04:02  |
| 06. Etappe | Gorzów Wielkopolski – Szczecin    | Stanisław Szozda Polen         | 106 km         | 2:24:19  |
| 07. Etappe | Szczecin – Neubrandenburg         | Theo Smit Niederlande          | 145 km         | 3:32:40  |
| 08. Etappe | Neubrandenburg – Berlin           | Hans-Joachim Hartnick DDR      | 128 km         | 2:46:39  |
| 09. Etappe | Potsdam – Leipzig                 | Stanisław Szozda Polen         | 170 km         | 3:52:45  |
| 10. Etappe | Leipzig – Karl-Marx-Stadt         | Stanisław Szozda Polen         | 141 km         | 3:24:33  |
| 11. Etappe | Karl-Marx-Stadt – Sokolov         | Stanisław Szozda Polen         | 164 km         | 4:16:45  |
| 12. Etappe | Sokolov – Ústí nad Labem          | Stanisław Szozda Polen         | 138 km         | 3:41:50  |
| 13. Etappe | Ústí n. L. – Mladá Boleslav       | Antonín Bartoníček Tschechos.  | 168 km         | 3:21:18  |
| 14. Etappe | Mladá Boleslav – Prag             | Stanisław Szozda Polen         | 098 km         | 2:22:15  |